# Sepedophilus immaculatus
Sepedophilus immaculatus är en skalbaggsart som först beskrevs av Stephens 1832.  Sepedophilus immaculatus ingår i släktet Sepedophilus, och familjen kortvingar. Arten är reproducerande i Sverige.